# Jacob Kendagor
Jacob Kibet Chulyo Kendagor (auch Jacob Kendagor Kipleting; * 1984) ist ein ehemaliger kenianischer Langstreckenläufer, der sich auf Straßenläufe spezialisiert hat.

## Werdegang
Am 11. Mai 2008 gewann er den vierten Kigali International Peace Marathon in Ruanda. 2012 siegte er beim Würzburger Residenzlauf und wurde Dritter bei den 25 km von Berlin. Danach gewann er den Hamburg-Halbmarathon und den Greifenseelauf.
2013 folgte einem Sieg beim Berliner Halbmarathon ein dritter Platz bei den 25 km von Berlin. Im Herbst gewann er die 10 km von Marrakesch und den Valencia-Halbmarathon.

## Dopingsperre
Im Juli 2019 wurde Kendagor von der unabhängigen Integritätskommission, der Athletics Integrity Unit (AIU), des Leichtathletik-Weltverbandes World Athletics (ehem. IAAF) wegen Verstößen gegen die Anti-Doping-Regeln vorläufig suspendiert. Später wurde er für die Zeit vom 21. November 2018 bis 22. Oktober 2019 disqualifiziert und bis 22. Oktober 2024 gesperrt.

## Persönliche Bestzeiten
- 10-km-Straßenlauf: 27:46 min, 6. Oktober 2013, Marrakesch
- Halbmarathon: 59:36 min, 7. April 2013, Berlin
- 25-km-Straßenlauf: 1:11:59 h, 6. Mai 2012, Berlin
- Marathon: 2:07:33 h, 19. März 2017, Seoul